# 紐林·的斤
紐林·的斤（？—1318年），是高昌回鶻亦都護巴而术·阿而忒·的斤玄孙，火赤哈儿·的斤之子。
1283年左右，察合台汗国大汗都哇又攻哈密力，火赤哈儿·的斤被杀。高昌地区失陷于察合台汗国。紐林·的斤流亡甘肃永昌。紐林·的斤赴大都（今北京）请兵北征。元世祖忽必烈壮其志，将元太宗窝阔台孙女不鲁罕公主嫁给他。公主去世，再娶其妹八卜叉公主。诏留永昌（今甘肃武威境内），等待与北征诸将齐发。后来以荣禄大夫、平章政事衔，领本部探马等军万人出镇吐蕃宣慰司，讨伐脱思麻。史称“民赖以安”。1308年（元朝至大元年），紐林·的斤被元武宗召还，册封为亦都護。1316年（延祐三年），紐林·的斤又被元仁宗册封为高昌王，紐林·的斤虽然想恢复故土，但是力不从心。八卜叉公主有二子帖睦爾普化、籛吉。八卜叉公主死后，又娶安西王之女兀剌真，生太平奴。紐林·的斤领兵火州，复立畏兀儿城。1318年，紐林·的斤在永昌去世，帖睦爾普化即位。

## 延伸阅读
[在维基数据编辑]
 《新元史/卷116》，出自柯劭忞《新元史》